# Engyprosopon sechellensis
Engyprosopon sechellensis är en fiskart som först beskrevs av Regan, 1908.  Engyprosopon sechellensis ingår i släktet Engyprosopon och familjen tungevarsfiskar. Inga underarter finns listade i Catalogue of Life.